# Ludwik Misiek

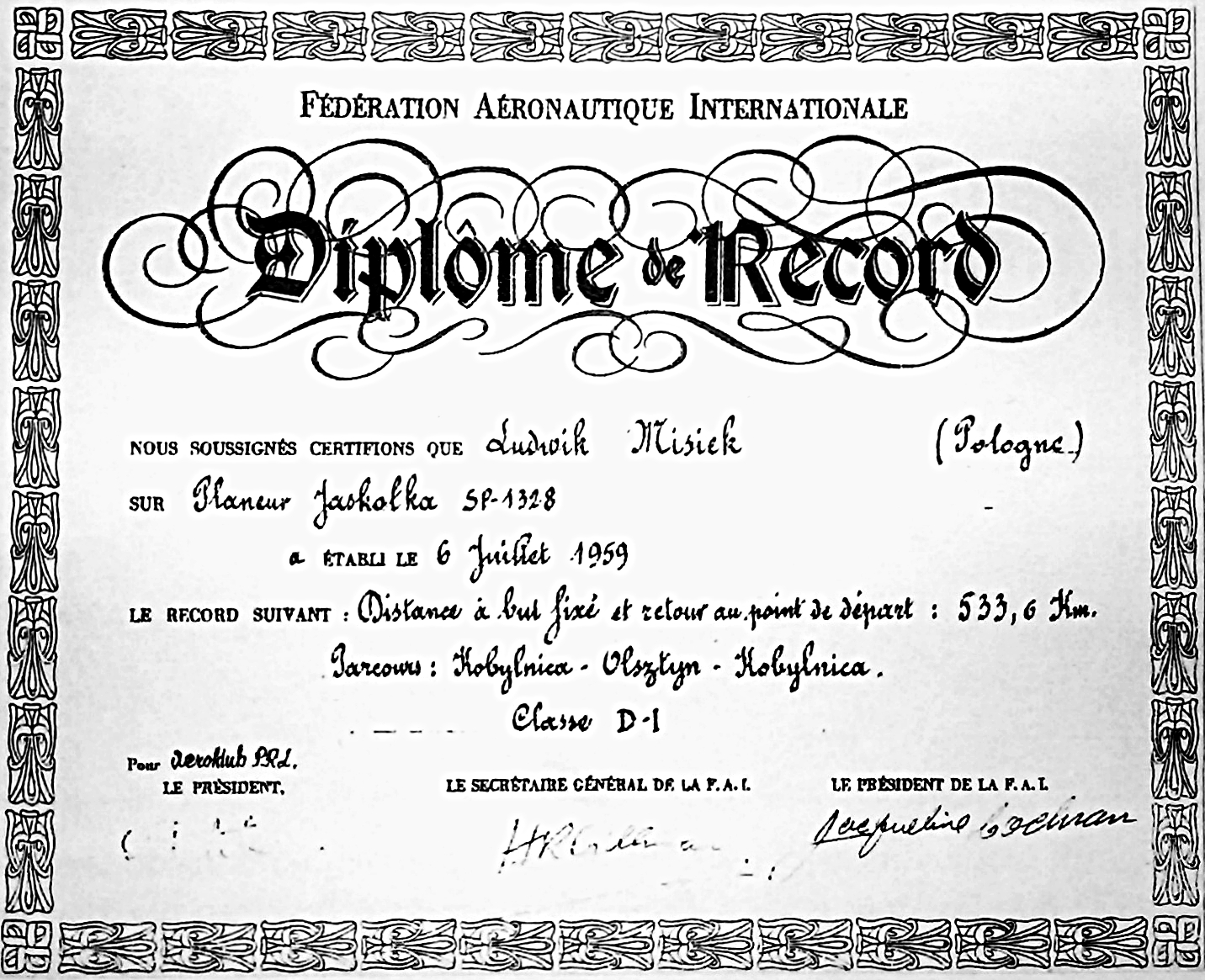
Wystawione przez FAI świadectwo pobicia rekordu świata w przelocie docelowo-powrotnym

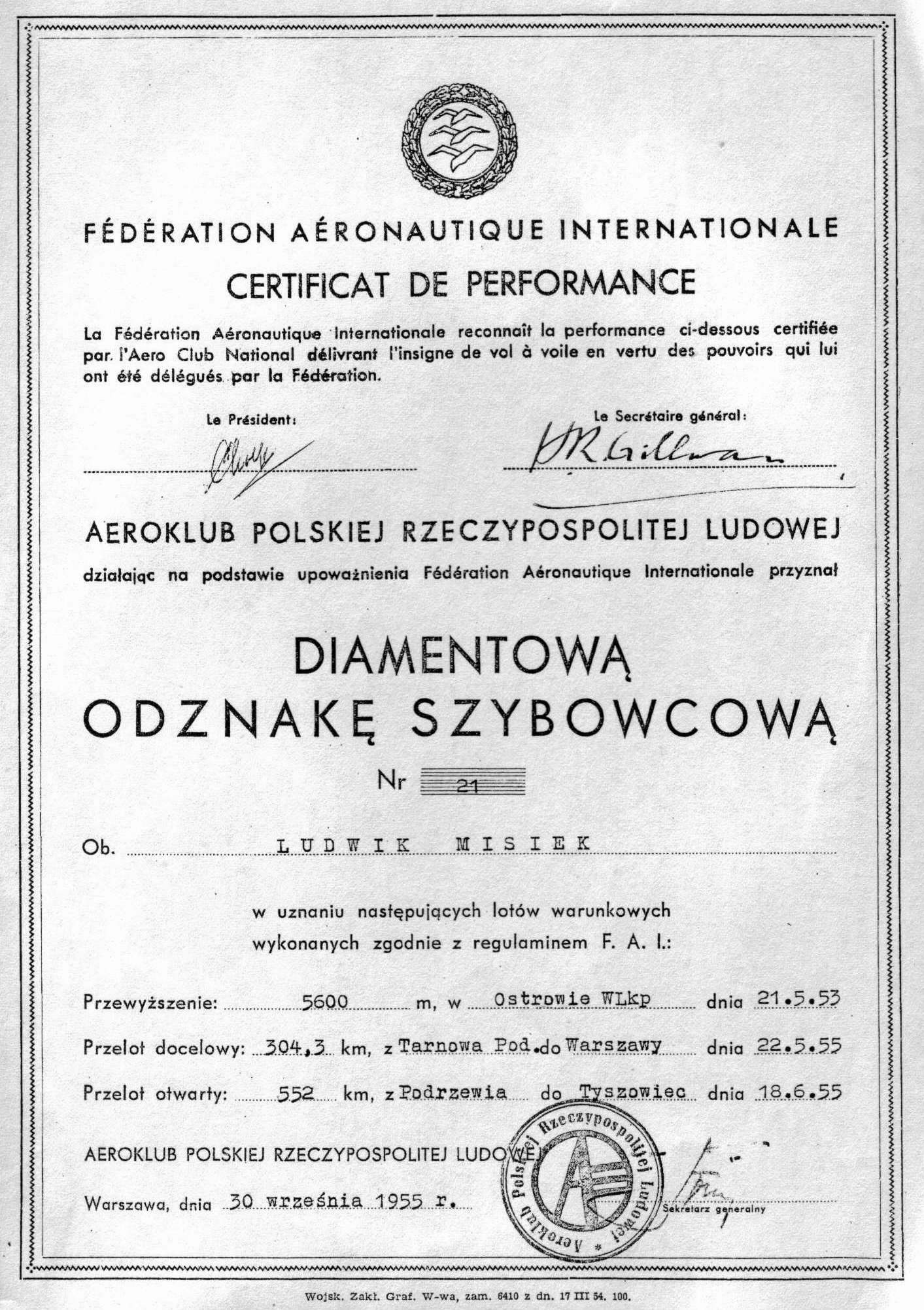
Wystawione przez FAI i Aeroklub PRL świadectwo przyznania Diamentowej Odznaki Szybowcowej

Ludwik Misiek, ps. „Robert” (ur. 12 sierpnia 1926 w Pleszewie, zm. 25 grudnia 2018 w Poznaniu) – polski żołnierz i pilot szybowcowy. Podpułkownik WP, wiceprezes Zarządu Okręgu „Wielkopolska” ŚZŻAK, inżynier urbanista. Podczas II wojny światowej kapral AK, dowódca drużyny plutonu Kedywu. W latach 1946–2006 pilot szybowcowy; trzykrotny rekordzista Polski, rekordzista świata, laureat Diamentowej Odznaki Szybowcowej FAI.

## Życiorys

### Wczesne lata życia i działalność konspiracyjna
Ludwik Misiek, syn Ignacego i Marii z. d. Grzegorowskiej, przyszedł na świat 12 sierpnia 1926 r. w Pleszewie. Przed II wojną światową ukończył sześć klas szkoły powszechnej i w sierpniu 1939 r. złożył egzamin do gimnazjum w Pleszewie. Jego ojciec, Ignacy Misiek (ps. „Misiura”, „Gustaw”, „Czesław”), był zawodowym sierżantem 70 pułku piechoty. Wraz z pozostałymi rodzinami wojskowych z pułku, we wrześniu 1939 roku, Ludwik Misiek wraz z matką i młodszym rodzeństwem zostali ewakuowani pociągiem do Lwowa. 9 września 1939 r., po dotarciu na stację Komarno-Buczały, transport z uchodźcami został zbombardowany przez 6 niemieckich bombowców Heinkel He 111. W masakrze zginęło 116 osób, w tym brat Ludwika, Jan.
Rodzina Misieków została zakwaterowana w Katarynicach, skąd w listopadzie 1939 r. przeniesiono ich do klasztoru oo. Zmartwychwstańców we Lwowie. W kwietniu 1940 r. Misiek został aresztowany na ulicy przez ukraińską milicję. Powodem aresztowania był noszony przez Ludwika mundurek gimnazjalny, a oficjalnym zarzutem było trudnienie się spekulanctwem. Dostarczono go na przesłuchanie do więzienia NKWD w byłym klasztorze Brygidek, gdzie był przesłuchiwany przez komisarza Iwana Sierowa. Przesłuchanie odbywało się bez obecności protokolanta – Sierow wypytywał Misieka o zwyczaje społeczne, życie towarzyskie i uroczystości państwowe w przedwojennym Pleszewie. Po przesłuchaniu został wypuszczony, najprawdopodobniej na skutek interwencji uczestniczącej w przesłuchaniu polskiej tłumaczki.
28 maja 1940 r., po rejestracji w komisji ds. wymiany ludności cywilnej został wraz z rodziną przekazany stronie niemieckiej. Trafili kolejno do dwóch obozów przejściowych: w Żurawicy i w Pabianicach. Po powrocie do Wielkopolski osiedli w Topoli Małej, miejscu pobytu głowy rodziny, Ignacego Misieka. Ludwik zaangażował się w działalność konspiracyjną w placówce wywiadowczej „Aluminium” w gminie Przygodzice. Brał udział w organizowanych akcjach charytatywnych na rzecz rodzin aresztowanych konspiratorów. W placówce „Aluminium” był archiwistą, łącznikiem i kurierem dla wyższych szczebli komendy Armii Krajowej. 9 października 1942 r. został zaprzysiężony do Armii Krajowej otrzymując ps. „Robert”.
W 1943 r. otrzymał rozkaz przewiezienia przesyłki z Pleszewa do Topoli Małej. Zawartość pakunku stanowiły mapy okolicznych terenów w skali 1:30 000, które zostały przekazane przez sztab Naczelnego Wodza w Londynie podczas udanego spadochronowego zrzutu uzbrojenia na placówkę „Groch 1” w Tursku 15 września 1943 roku. Po odebraniu map od ppor. Jana Holki ps. „Czarny” wyruszył rowerem w kierunku Topoli Małej. W miejscowości Sobótka natknął się na niemiecką policyjną blokadę drogową. Rower, na którym się przemieszczał, nie posiadał obowiązkowych dla Polaków oznaczeń (białej opaski na ramie), ale dzięki dobrej znajomości niemieckiego udało mu się uniknąć rewizji oraz aresztowania. Za bezpieczne dostarczenie map do dowódcy placówki „Aluminium” został uhonorowany Brązowym Krzyżem Zasługi z Mieczami.
W latach 1943–1945 działał w ostrowskim Kedywie. 6 listopada 1944 r. został aresztowany przez Gestapo w miejscu pracy – Mleczarni Powiatowej w Ostrowie. Po przesłuchaniu został wypuszczony. Po mobilizacji 20 stycznia 1945 r., jako dowódca 6. drużyny, działającej w ramach II plutonu dowodzonego przez plut. Wacława Majchrzaka ps. „Piotr”, wszedł w skład kompanii Kedywu „Lech” dowodzonej przez ppor. Władysława Urbana ps. „Żbik”. W dniach 21–25 stycznia tegoż roku brał udział w obronie miasta Ostrowa od strony południowej przed wycofującymi się oddziałami Wehrmachtu. Uzbrojenie jego drużyny stanowiła broń zdobyta po zajęciu magazynu Volkssturmu przy ul. Krotoszyńskiej. 22 stycznia podczas patrolu jego oddział dotarł na rowerach do Zacharzewa, gdzie dokonał przejęcia i zabezpieczenia niemieckiego samochodu wojskowego VW-KdF wypełnionego kostkami trotylu. Rankiem 25 stycznia Misiek ze swoim oddziałem pełnił straż w porzuconych przez Niemców transzejach przy gospodzie Richtera (obecnie skrzyżowanie ulic Odolanowskiej, Szkolnej i Dworcowej). Około godz. 8:00 od strony Odolanowa nadjechał, prowadzący rozpoznanie, niemiecki samochód wojskowy, ale ostrzał polskich obrońców placówki zmusił go do odwrotu. Tego samego dnia do Ostrowa dotarła Armia Czerwona, a 26 stycznia mjr Aleksander Wasiliewicz Fieczin, ustanowiony komendantem wojennym miasta i powiatu, wezwał jego obrońców do złożenia broni. Misiek wraz z innymi żołnierzami AK, występującymi oficjalnie jako Ochotnicza Obrona Miasta i nie ujawniającymi swojej przynależności organizacyjnej, zdał część posiadanej broni, resztę ukrywając na potrzeby dalszej działalności konspiracyjnej. Do 20 sierpnia 1945 r. działał w tzw. II konspiracji, należał do Oddziału Partyzanckiego por. Ludwika Sinieckiego (ps. „Szary”) w Obwodzie Ostrów Wielkopolskiej Samodzielnej Grupy Ochotniczej „Warta”.

### Kariera sportowa
Wiosną 1945 r. wstąpił do I Państwowego Gimnazjum i Liceum Męskiego w Ostrowie, gdzie w 1948 r. uzyskał maturę. Począwszy od 1945 r. uprawiał sporty szybowcowe w Aeroklubie Ostrowskim, a następnie Poznańskim. Do jego największych osiągnięć należą: ustanowiony 22 maja 1955 r. rekord Polski w prędkości przelotu na trasie Tarnowo Podgórne-Warszawa na odległość 304,3 km, 18 czerwca 1955 r. rekord Polski w przelocie otwartym na odległość 552 km, 6 lipca 1959 r. rekord Polski i świata w kategorii szybowców jednomiejscowych w przelocie docelowo-powrotnym o długości 533,6 na trasie Kobylnica-Olsztyn – Kobylnica.
30 września 1955 r., w uznaniu następujących lotów warunkowych:

– przewyższenia 5600 m (21 maja 1953 r. w Ostrowie)

– przelotu docelowego 304,3 km (22 maja 1955 r. z Tarnowa Podgórnego do Warszawy)

– przelotu otwartego 552 km (18 czerwca 1955 r. z Podrzewia do Tyszowiec)

został wyróżniony Diamentową Odznaką Szybowcową FAI. Karierę zakończył w 2006 r. w wieku 80 lat.
Reakcyjna postawa wobec ustroju państwa i władzy, oraz ujawniona w 1953 r. akowska przeszłość Misieka stała się powodem odebrania mu prawa do latania na samolotach oraz reprezentowania kraju na zawodach międzynarodowych.

### Działalność urbanistyczna i kombatancka
Z powodu szykan wynikających z członkostwa w AK podjął studia z opóźnieniem; najpierw w Wyższej Szkole Inżynierskiej, a następnie w latach 1967–1969 na Politechnice Poznańskiej. Jako inżynier dostał nakaz pracy w Wojewódzkim Zarządzie Dróg Publicznych w Poznaniu. Był autorem projektów licznych mostów i wiaduktów. W 1963 r. podjął pracę w zakładzie usług inwestycyjnych Invest Projekt w Poznaniu, gdzie brał udział w projektowaniu dzielnic mieszkaniowych Winogrady i Piątkowo. Był współautorem hoteli (Polonez, Poznań) i ośrodków sportowych w Kaliszu, Poznaniu i innych miastach. W latach 1977–1980 pracował jako urbanista na kontrakcie w Libii, w miejscowości Sabha.
W 1986 r. przeszedł na emeryturę, a w 1989 r. podjął działalność społeczną w organizacji kombatanckiej Światowy Związek Żołnierzy Armii Krajowej. Jako współorganizator tego związku założył 15 jednostek terenowych w Wielkopolsce i na ziemi lubuskiej. Pełnił funkcję w Zarządzie Okręgu jako inspektor ds. południowej Wielkopolski, a następnie jako wiceprezes Zarządu Okręgu. Należy do współzałożycieli Klubu Historycznego im. Generała „Grota” Roweckiego przy Instytucie Pamięci Narodowej w Poznaniu. Był Członkiem Społecznego Komitetu Budowy Pomnika Polskiego Państwa Podziemnego i Armii Krajowej w Poznaniu i współautorem Pomnika Armii Krajowej w Licheniu.

## Awanse
- 1943 – starszy strzelec
- 1944 – kapral
- 1961 – podporucznik
- 1994 – porucznik
- 2000 – kapitan
- 2005 – major
- 2017 – podpułkownik

## Nagrody i odznaczenia
- Brązowy Krzyż Zasługi z Mieczami (11 listopada 1944 r.)
- Diamentowa Odznaką Szybowcowa FAI (30 września 1955 r.)
- Krzyż Partyzancki (9 maja 1990 r.)
- Krzyż Kawalerski Orderu Odrodzenia Polski (28 października 1992 r.)
- Krzyż Armii Krajowej (7 kwietnia 1995 r.)[9]
- Błękitne Skrzydła (27 sierpnia 2010 r.)[14].
- Order „Zasłużony dla Miasta Poznania” (29 czerwca 2014 r.)[12]
- Nagroda IPN „Świadek Historii” (20 maja 2016 r.)[15].

## Publikacje
- Misiek, L., Lotnicze historie, Poznań 2005.
- Misiek, L., Na łasce frontowej burzy, [w:] „Bliżej Nieba”. Biuletyn Informacyjny Sekcji Szybowcowej Aeroklubu Poznańskiego vol. 4/97, Poznań 1997.
- P. zbiorowa, Woźniak, M. (red.), Encyklopedia Konspiracji Wielkopolskiej 1939–1945, Poznań 1998.
- P. zbiorowa, Okręg Poznański Armii Krajowej w końcowej fazie okupacji (1943–1945), Poznań 1995.
- Górzeński, R., Łukaszewicz, J., Misiek, L., Sielicki, T.,Wanda Modlibowska 1909–2001, Poznań 2003.